# 人民军 (波兰)

人民军标志

人民军（波蘭語：Armia Ludowa，缩写为PL）是第二次世界大战期间活跃于被占领波兰的一支共产主义游击队，存在于1944年1月—7月。它是根据苏联支持的国家民族委员会的命令组建的，由人民近卫军改组而成。
人民军与国家武装力量（波兰右翼地下军事组织）一样，拒绝加入波兰地下国和家乡军。它参与了多次起义，并协助苏联红军在波兰打击德军。人民军成立7个月后，并入东方波兰武装力量。